# Hirtshalsbanen
Hirtshalsbanen er en 17,9 km lang jernbane mellem Hjørring og Hirtshals i Vendsyssel. Den havde i 2018 444.000 passagerer. Hirtshalsbanen har været en af de 4 Hjørring Privatbaner (HP) og er siden 2001 en del af Nordjyske Jernbaner.

## Historie

### Hjørring-Aalbæk Jernbane (HA)
De ældste planer for etablering af en jernbane nord for Hjørring var fra statsbanestationen Tolne til Tuen. Disse planer blev droppet til fordel for en bane mellem Hjørring og Aalbæk med en sidebane fra den nuværende Vellingshøj Station til Hirtshals.Hovedstrækningen på 36 km skulle have linjeføringen Hjørring Vestbanegård-Skibsby-Vestermark-Bjergby-Mygdal-Uggerby-Tversted-Tuen-Sørig-Kyllesbæk-Aalbæk.
Hjørring-Aalbæk/Hirtshals kom med i den store jernbanelov af 27. maj 1908, men da den indeholdt hele 51 baneforslag og der maksimalt måtte gives 4 eneretsbevillinger om året, lod denne bane vente på sig. Først den 28. maj 1915 kom eneretsbevillingen.

### Hirtshalsbanen (HB)
I 1919 begyndte man at anlægge Hirtshals Havn, så "sidebanen" til Hirtshals blev opprioriteret, i starten også som beskæftigelsesprojekt. Efter 1. verdenskrig var der stor arbejdsløshed, så Hjørring-Aalbæk Jernbane og Hjørring købstad sendte arbejdsløse i gang med forarbejdet. I 1923 blev resten af arbejdet udliciteret, og anlægget af banen startede for alvor i april 1924. Strækningen blev indviet 19. december 1925. Hirtshalsbanen blev en succes bl.a. fordi der blev åbnet færgefart fra Hirtshals til Kristiansand i 1927. Foruden biler kunne der overføres 2 jernbanevogne.
1. april 1933 skiftede Hjørring-Aalbæk Jernbane navn til Hirtshalsbanen. "Hovedstrækningen" til Aalbæk spøgte flere gange, men blev endeligt droppet i 1954.

### Hjørring Privatbaner (HP)
Hirtshalsbanen havde fra starten fælles drift med Hjørring-Løkken-Aabybro Jernbane, Hjørring-Hørby Jernbane og Vodskov-Østervrå Jernbane, idet de havde fælles driftsbestyrer, hovedkontor, værksted og maskindepot samt fælles ledelse af baneafdelingen og gensidig overenskomst om vognbenyttelse. De 4 baner sluttede sig 1. april 1939 sammen til ét selskab: Hjørring Privatbaner. Efter de store privatbanenedlæggelser i 50'erne og 60'erne var kun Hirtshalsbanen tilbage i Hjørring Privatbaner.

### Nordjyske Jernbaner (NJ)
I januar 2001 overtog Nordjyllands Amt statens aktier og ansvaret for driften og infrastrukturen på Hirtshalsbanen og Skagensbanen. Herefter fusionerede Skagensbanen A/S og A/S Hjørring Privatbaner i Nordjyske Jernbaner A/S. Efter strukturreformen i 2007 overtog Nordjyllands Trafikselskab ejerskabet. Efter fusionen har ejerne investeret 260 mio. kr. i nye skinner, tekniske anlæg og tog. Nordjyske Jernbaner fik Desiro tog i 2005 og Lint 41 tog i 2017. De kører 100 km/t, mellem Skagen og Hulsig med topfarten 120 km/t.
I 2017 overtog Nordjyske Jernbaner også driften af Vendsysselbanen og Aalborg Nærbane. Selskabet har nu to regionale togruter:
- Re75 Skagen – Frederikshavn – Hjørring – Aalborg – Skørping
- Re76 Hirtshals – Hjørring – Aalborg – Skørping

## Standsningssteder
Hirtshalsbanens standsningssteder betegnes som stationer, men mellemstationerne undtagen krydsningsstationen Tornby er i dag trinbrætter, hvor toget kun standser, hvis der er trykket på stopknappen i toget eller på perronen.
- Hjørring Vestbanegård – oprindelig endestation
- Hjørring Station – endestation siden 3. oktober 1942, forbindelse med Vendsysselbanen, tidligere også Løkkenbanen og Hørbybanen
- Kvægtorvet Station – indviet januar 2005
- Teglgårdsvej Station – indviet januar 2005
- Herregårdsparken Station
- Vellingshøj Station i km 4,1. Oprindeligt billetsalgssted, nedrykket til trinbræt i 1931
- Langholm Station i km 5,9. Oprettet i 1928, nedlagt 1. juli 2004
- Vidstrup Station i km 6,9. Oprindelig station, nedrykket til trinbræt november 1969, har haft læssespor
- Sønderby Station i km 9,5. Oprettet i 1928, nedlagt i 2019
- Tornby Station i km 10,4. Oprindelig station, nu banens eneste krydsningsstation, har haft læssespor og kvægfold
- Raundrup Station i km 11,8. Nedlagt 1. juli 2004
- Horne Station i km 13,7. Oprindelig station, fik i 1942 krydsningsspor, der i dag er fjernet. Postekspeditionen ophørte i 1965. Juni 1970 nedrykket til trinbræt med sidespor.
- Emmersbæk Station i km 15,1. Tidligere kaldt Terpet.
- Lilleheden Station – indviet 1. maj 1940, men lukket 1943-46, da det lå i den tyske værnemagts fæstningsområde. Nedlagt igen i 1956 og genåbnet i 90’erne.
- Color Line Station – trinbræt umiddelbart før Hirtshals station med overdækket gangforbindelse ned til færgen. Nedlagt omkring 2008, gangforbindelsen til færgen flyttet til Hirtshals Station.
- Hirtshals Station i km 17,9 med gangforbindelse til færgen. I 1928 blev der anlagt havnebane, som nu er lukket. En ny stationsbygning blev i 1938 opført meget nærmere ved havnen.

Midt i 1960'erne havde banen 3 betjente stationer (Vidstrup, Tornby og Horne) og 5 ubetjente holdepladser (Vellingshøj, Langholm, Sønderby, Raundrup og Terpet).
De 5 oprindelige stationer inkl. Vellingshøj har stationsbygninger, der er tegnet af arkitekt Sylvius Knutzen, men de er for længst frasolgt og 
erstattet af venteskure.

## Galleri
- Y-tog fra Hjørring Privatbaner på Hirtshals Havn i 1975
- Desiro-tog på Herregårdsparken Trinbræt
- LINT 41 på Hirtshals Station
- Køreplaner for Hirtshalsbanen og Skagensbanen
- Den nedlagte Color Line Station